# Brian Vandborg
Brian Vandborg (ur. 4 grudnia 1981 w Snejbjerg) – duński kolarz szosowy, zawodnik profesjonalnej grupy UCI ProTeams Cannondale.

## Najważniejsze osiągnięcia
- 2002
  -  1. miejsce w mistrzostwach Danii (do lat 23, jazda ind. na czas)
- 2004
  -  1. miejsce w mistrzostwach Danii (do lat 23, jazda ind. na czas)
- 2005
  - 1. miejsce na 4. etapie Tour of Georgia
- 2006
  -  1. miejsce w mistrzostwach Danii (jazda ind. na czas)
  - 3. miejsce w Circuit de la Sarthe
  - 4. miejsce w mistrzostwach świata (jazda ind. na czas)
- 2007
  - 1. miejsce na 2. etapie Tour de l’Ain
- 2008
  - 1. miejsce na 3. etapie Tour du Loir-et-Cher
- 2013
  -  1. miejsce w mistrzostwach Danii (jazda ind. na czas)